# Test immunofluorescencyjny
Test immunofluorescencyjny (FIA – ang. fluorescent immunoassay) - reakcja serologiczna znakowana bezpośrednia lub pośrednia.
W reakcji pośredniej za pomocą znakowanych fluoresceiną antyludzkich przeciwciał wykrywa się ludzkie przeciwciała związane z danym mikroorganizmem.
W reakcji bezpośredniej antygen reagując ze znakowanym przeciwciałem daje znakowany kompleks antygen-przeciwciało.